# Boala lui Hirschsprung
Boala lui Hirschsprung este o boală congenitală legată de absența, în anumite zone, a ganglionilor nervoși, care controlează musculatura netedă a intestinului (colon).
Simptome și semne - boala lui Hirschsprung se manifestă la sugarii mici (între 3 și 5 luni), și chiar la nou-născuți, printr-o distensie abdominală importantă. În fapt, atunci când ajung în porțiunea de intestin afectată, fecalele și gazele nu mai înaintează normal, ceea ce antrenează o dilatatie a colonului în amonte. Scaunele, rare, greu de evacuat, au uneori duritatea pietrei. Constipația poate fi întreruptă de câteva episoade de diaree care dovedesc uneori prezența unei enterocolite (inflamație a mucoaselor intestinului subțire și colonului). 
Tratament - Acesta este chirurgical și constă în scoaterea segmentului de intestin neinervat și în legarea colonului subiacent inervat la rect cu scopul de a restabili continuitatea digestivă anatomică și funcțională. 
Sinonim: megacolon aganglionar.
1. ↑  Human Phenotype Ontology release 2018-03-08, accesat în 8 octombrie 2018
2. ↑  Disease Ontology, accesat în 15 mai 2019